# Lichter Filmfest Frankfurt International

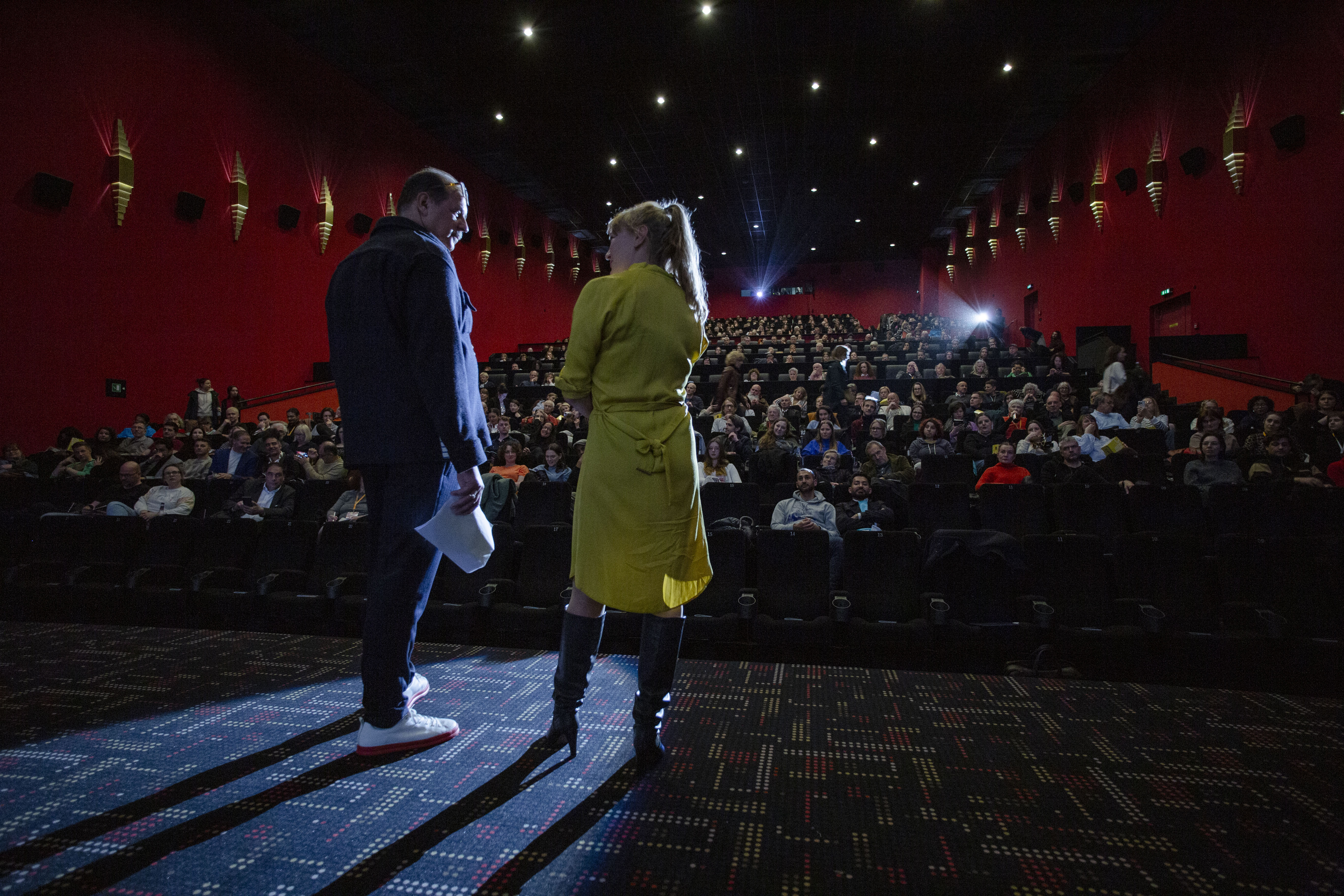
Eröffnung des 17. Lichter Filmfest Frankfurt International

Das Lichter Filmfest Frankfurt International ist ein Filmfestival, das seit 2008 einmal pro Jahr – jeweils im Frühjahr – in Frankfurt am Main und der Metropolregion Rhein-Main stattfindet. Neben internationalen Filmen, VR-Produktionen und Videokunst werden regionale Filmproduktionen im Wettbewerb um den besten Kurz- und Langfilm gezeigt. Zudem gibt es ein kuratiertes Filmprogramm unter dem Titel „Zukunft Deutscher Film“.

## Geschichte
Das Lichter Filmfest Frankfurt International fand zum ersten Mal 2008 auf Initiative von Festivaldirektor Gregor Maria Schubert unter dem Namen Lichter Filmtage Frankfurt/Rhein-Main statt. Gegründet von Gregor Maria Schubert, Stephan Limbach, Mark Liedtke, Alexander Dumitran und Cordula Mack wird es heute von Gregor Maria Schubert und Johanna Süss geleitet, die durch ein Team von Ehrenamtlichen unterstützt werden.
Von einer Werkschau für regionale Filmproduktionen wurde das Festival in den folgenden Jahren zu einem Wettbewerb und einer international ausgerichteten Filmschau ausgebaut. Vom ehemaligen AtelierFrankfurt unweit des Frankfurter Hauptbahnhofs zog das Festival zum ehemaligen Frankfurter Turmpalast-Kino in der Frankfurter Innenstadt. Von 3.300 Besuchern im ersten Jahr steigerte sich die Resonanz zu 12.000 Festivalgästen 2015. Das Filmfestival nutzt Leerstände in Frankfurt, wie die Diamantenbörse oder das Bürogebäude Vau, und bespielt diese mit Filmen und Veranstaltungen während des Festivals und darüber hinaus. Beispielsweise zeichnet der Lichter Art Award (gegründet 2008 als „Kunstlichter“, seit 2010 kuratiert von Saul Judd) neue Videokunst aus; Installationen und Diskussionsrunden im Festivalzentrum zeigen neue Perspektiven und nähern sich dem Film und Festivalthema von einer theoretischen Seite.
2012 wurde das Lichter Filmfest Frankfurt International als Bewegungsmelder durch die „Initiative Kultur- und Kreativwirtschaft“ der Bundesregierung ausgezeichnet. 2013 fand das Filmfestival unter der Schirmherrschaft von Volker Schlöndorff statt. In den Jahren 2014 bis 2017 folgten Leander Haußmann, Edgar Reitz und Doris Dörrie in dieser Funktion. Der „Lichter Kritikerblog“ gibt seit 2014 in Kooperation mit der hessischen Film- und Medienakademie und unter der Leitung von Bert Rebhandl Studierenden die Möglichkeit zur journalistischen Auseinandersetzung mit dem Medium Film. Auf Initiative von Edgar Reitz thematisierte 2018 ein Kongress die Zukunft des Deutschen Films. Etwa hundert Filmschaffende erarbeiteten mit den Frankfurter Positionen zur Zukunft des deutschen Films ein Konzept, das grundlegende Neuerungen in Förderung und Finanzierung, Ausbildung und Filmbildung, Vertrieb und Kinokultur empfiehlt.
Das Festival finanziert sich aus öffentlichen Zuschüssen, Spenden und Sponsoring, in den Jahren 2012, 2016, 2017 und 2018 auch über Crowdfunding.
Außerhalb des Festivalzeitraums veranstaltete der Lichter Filmkultur e. V. die „Frankfurter Sequenzen“, „essenkochenfilme“ und ein Filmpicknick am Ufer des Schwanheimer Fähranlegers in Höchst. Seit 2014 richtet der Verein das „Freiluftkino Frankfurt“ aus. 2019 startete zudem das „Sommerkino im Altwerk“ in Rüsselsheim und 2022 das „High Rise Cinema“ in Frankfurt am Main, das Kinofilme auf verschiedenen Dachterrassen Frankfurts zeigt.
Im Jahr 2023 wurde dem Verein und seinem Festival in der Frankfurter Paulskirche der Binding-Kulturpreis für herausragende kulturelle Leistungen in Frankfurt am Main und der Rhein-Main-Region verliehen.
Von einem improvisierten Kino und 3.300 Besucher im ersten Jahr ist das Lichter Filmfest 2018 auf über einhundert Filme und Veranstaltungen sowie 13.000 Besucher gewachsen.
2025 starteten die Filmfestivals dokKa Karlsruhe, Kasseler Dokfest, Lichter Filmfest Frankfurt International, Doxumentale Berlin und DOK.fest München die gemeinsame Streamingplattform dok@home für Dokumentarfilme.

## Programm

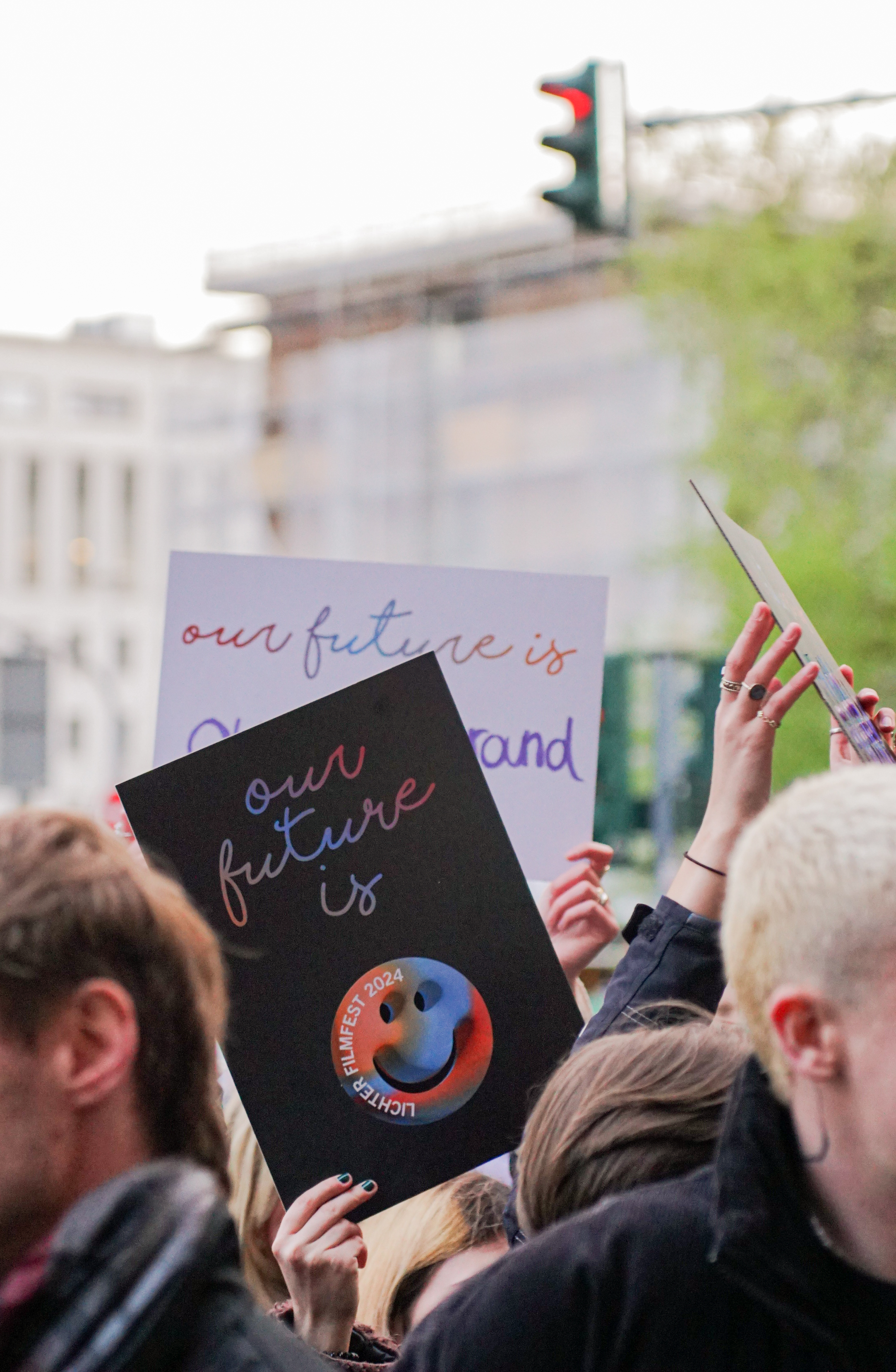
Schild mit Design zum Jahresthema "Zukunft"

Außerhalb des Wettbewerbs wird ein internationales Filmprogramm gezeigt, das sich seit 2012 einem thematischen Schwerpunkt widmet. Nach „Revolution“ im ersten Jahr war 2013 das Thema „Stadt“; 2014 ging es um „Humor, Komik und Komödie“. 2015 wurden Filme aus aller Welt zum Thema „Geld“ gezeigt. 2016 war es das Thema „Grenzen“, 2017 „Wahrheit“, 2018 „Chaos“, 2019 „Natur“, 2020 „Macht“, 2021 „Wandel“, 2022 „Freiheit“, 2023 „Liebe“ und 2024 „Zukunft“.
Weitere Sektionen sind:
- Wettbewerb Regionalfilm (Kurzfilm, Langfilm)
- Filme außerhalb des Wettbewerbs (Kurzfilm, Langfilm)
- Zukunft Deutscher Film (Langfilm)
- Virtual Reality Storytelling Wettbewerb (Internationaler Wettbewerb)
- Thematisches Begleitprogramm (Vorträge, Panels, Branchengespräche)
- Lichter Art Award (Internationaler Wettbewerb mit Ausstellung)

Zum Programm gehören neben Filmvorführungen auch Diskussionsrunden und Branchengespräche für die Filmschaffenden des Rhein-Main-Gebiets sowie Konzerte. Das Lichter Filmfestival gastiert zudem regelmäßig in den Kinos der Region und der Partnerstädte.

## Kongress „Zukunft Deutscher Film“
Im April 2018 kamen beim Lichter Filmfest in Frankfurt etwa 100 Filmschaffende zusammen. Sie erarbeiteten ein Konzept, wie grundlegende Neuerungen in Förderung und Finanzierung, Ausbildung und Filmbildung, Vertrieb und Kinokultur zu einer Belebung des deutschen Films beitragen könnten: die „Frankfurter Positionen“.
Nachdem die „Frankfurter Positionen“ entstanden waren, sorgten sie ein Jahr später noch immer für Diskussionen; unter anderen auf der Berlinale zur Zukunftsfähigkeit der deutschen Filmförderung. Beim 12. Lichter Filmfest fand ein Gesprächstag mit Vertretern aus der Politik statt. Im Rahmen von Lichter-On-Demand im Jahr 2020 initiierte das Festival eine Podcast-Reihe, die sich mit den Auswirkungen von Rechtspopulismus und der „Corona-Krise“ auf die Filmbranche beschäftigt. Diese Reihe wurde zum zweiten On-Demand-Festival im Jahr 2021 mit einem englischsprachigen Panel zur Zukunft der Filmkultur fortgeführt.
Der zweite Kongress „Zukunft Deutscher Film“ fand mit der Titelergänzung „Forum Europa“ parallel zum 15. Lichter Filmfest vom 11. bis 13. Mai 2022 in mehreren Frankfurter Museen und Kultureinrichtungen statt. In Kooperation mit der FERA, der europäischen Interessenvertretung von Film- und Fernseh-Regisseuren, waren Gäste aus europäischen Ländern geladen; darunter der griechisch-französische Regisseur Costa-Gavras. In Vorbereitung auf den zweiten Kongress erschien im Dezember 2021 die Publikation „Das Andere Kino“ – mit Beiträgen u. a. von Edgar Reitz, Daniela Kloock, Rüdiger Suchsland, Vinzenz Hediger – die sich in verschiedenen Texten mit der Zukunft des Kinos beschäftigt.
Unter dem Motto „100 Jahre Frankfurter Positionen“ fand vom 19. bis 21. April 2023 der dritte Kongress statt – im Rahmen des 16. Lichter Filmfests. Anlässlich des 100-jährigen Jubiläums des Instituts für Sozialforschung, das den Kongress mitorganisierte, befasste sich dieser mit der Kritischen Theorie der Frankfurter Schule und begab sich dabei auf die Suche nach einer besseren Zukunft für die Filmkultur. Fünf Jahre „Frankfurter Positionen“ waren zudem Anlass, deren politische Wirkkraft – vor dem Hintergrund der anstehenden Novelle des Filmförderungsgesetzes – zu reflektieren. Beim Kongress sprachen u. a. Irene von Alberti und Frieder Schlaich (Filmgalerie 451), Dominik Graf, Alfred Holighaus, Wolfgang M. Schmitt, Moritz Baßler und Sophie Linnenbaum. In Vorbereitung auf den dritten Kongress erschien die Publikation Not und Zerstreuung.
Der vierte Kongress „Zukunft Deutscher Film“ widmete sich Europa. Unter anderen nahmen Monika Grütters, Jutta Brückner, Elisabeth Bronfen, Albert Serra, Bill Anderson, Kazimierz Suwała und Juliette Prissard im April 2024 daran teil. Alexander Kluge war dem Kongress live zugeschaltet.

## Wettbewerbskategorien und Preisträger

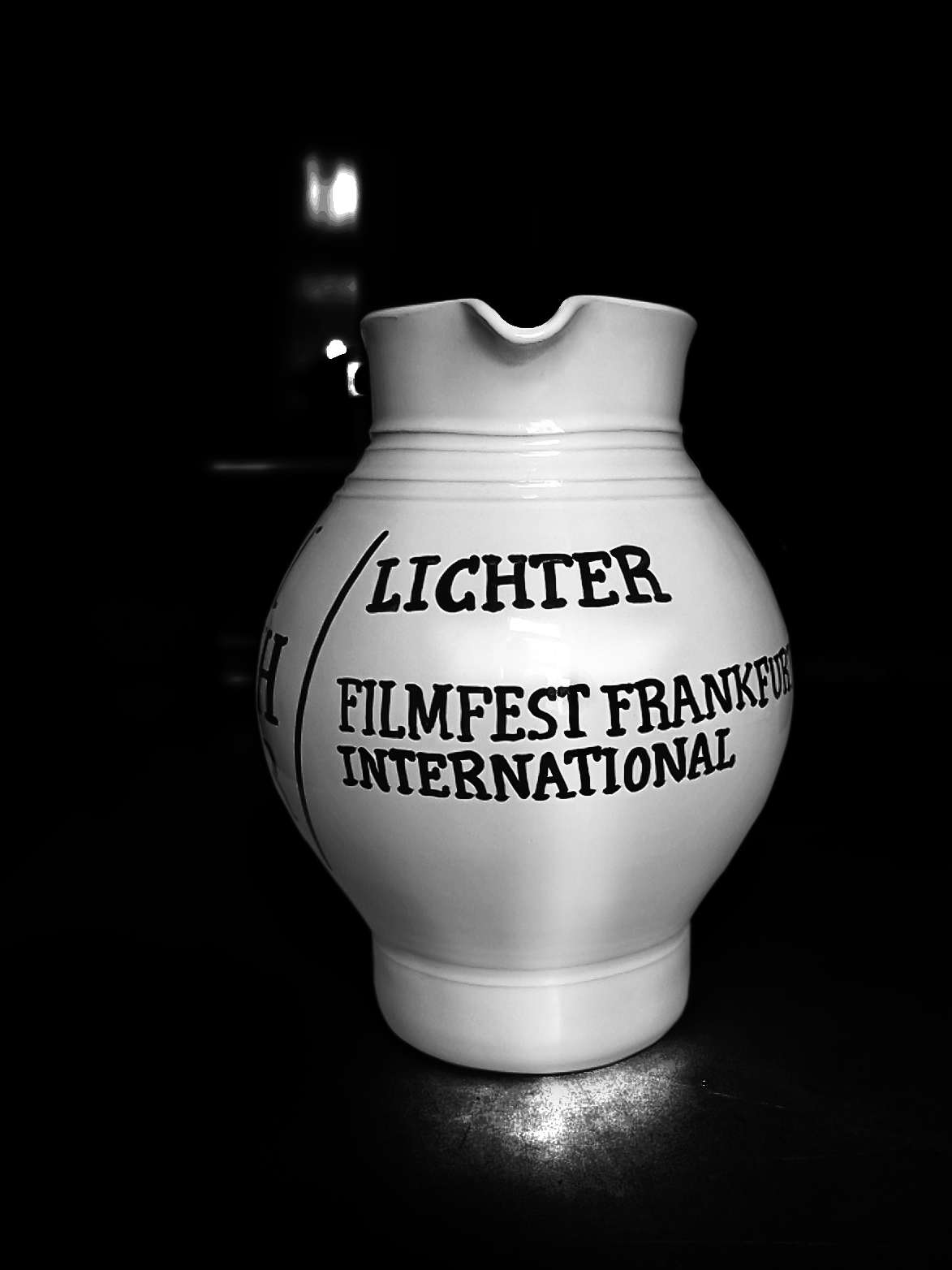
Der Lichter-Bembel wird den Preisträgern des Lichter Filmfests Frankfurt International überreicht

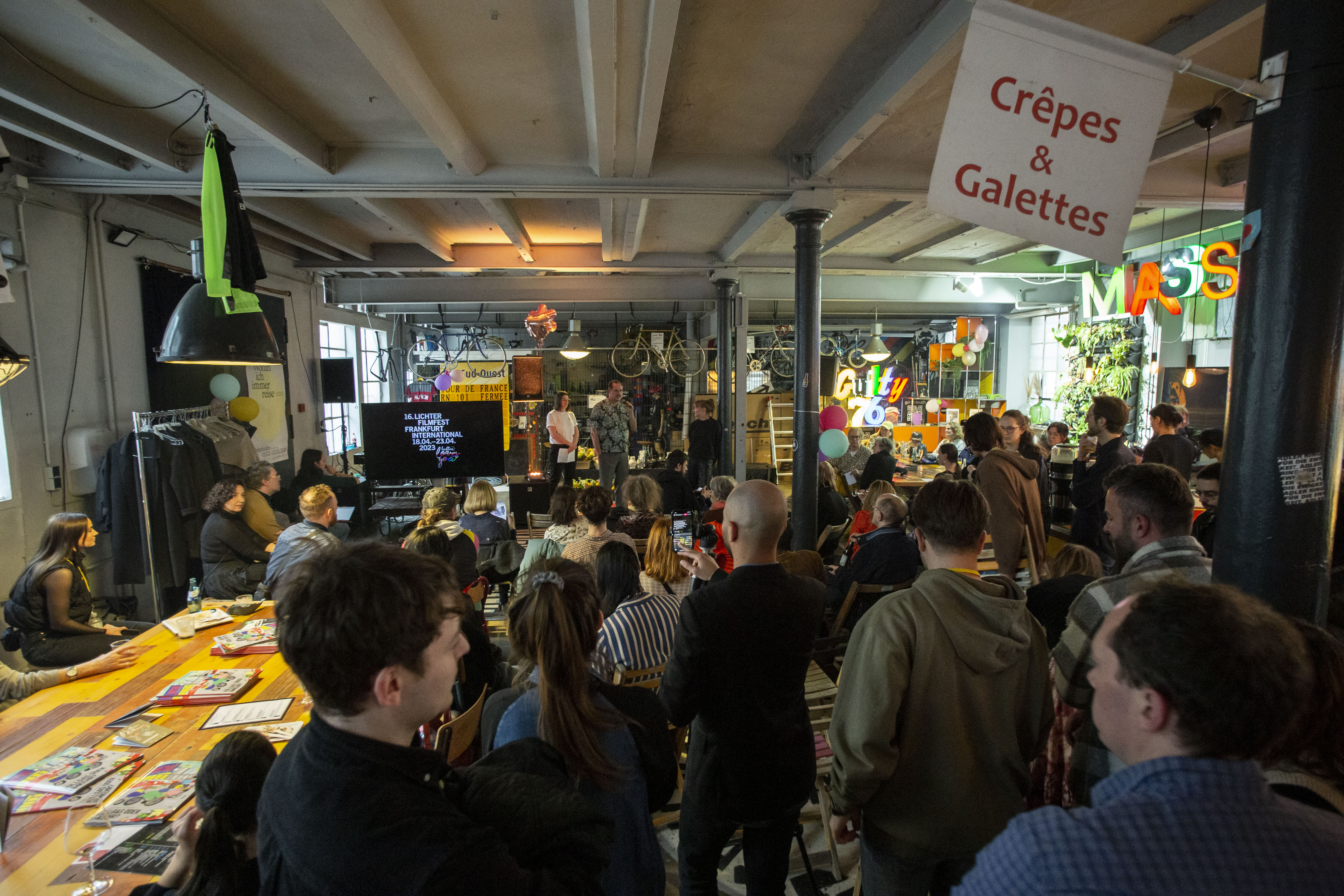
Preisverleihung des 16. Lichter Filmfest Frankfurt International im Massif Arts

Die Filmkultur in Hessen und der Rhein-Main-Region wird mit den Regionalen Lang- und Kurzfilmwettbewerben geehrt. Seit 2011 zeichnet der Lichter Art Award zeitgenössische Videokunst aus aller Welt aus. In dem international ausgeschriebenen VR Storytelling Award suchen die Festivalmacher seit 2017 nach herausragenden Virtual Reality-Filmen. Von 2016 bis 2018 wurde während des Festivals der beste Beitrag im internationalen Programm mit dem International Feature Award ausgezeichnet.
Die Gewinner werden mit dem „Lichter-Bembel“ ausgezeichnet, einem typischen Frankfurter Apfelweinkrug. Der Regionale Langfilmpreis der Dr. Marschner Stiftung ist mit 3.000 Euro dotiert. Für Lichter Art Award, VR Storytelling Award sowie den besten regionalen Kurzfilm werden 1.000 Euro vergeben. Zudem hat Binding einen Publikumspreis in Höhe von 2.000 Euro ausgelobt.

### Regionaler Langfilmpreis
- 2008: Video Kings von Daniel Acht und Ali Eckert
- 2009: Endstation der Sehnsüchte von Sung-Hyung Cho
- 2010: Das Schreiben & das Schweigen von Carmen Tartarotti
- 2011: Im Alter von Ellen von Pia Marais
- 2012: Babycall von Pål Sletaune
- 2013: Im Land Dazwischen von Melanie Gärtner
- 2014: Erhobenen Hauptes von DocView
- 2015: Sin & Illy still alive von Maria Hengge und Conduct! Jede Bewegung zählt von Götz Schauder
- 2016: Meine Brüder und Schwestern im Norden von Sung-Hyung Cho
- 2017: A Gravame – das Stahlwerk, der Tod, Maria und die Mütter von Tamburi von Peter Rippl
- 2018: Männerfreundschaften von Rosa von Praunheim
- 2019: Khrustal von Darya Zhuk
- 2020: Live von Lisa Charlotte Friederich
- 2021: Street line von Justin Peach und Lisa Engelbach
- 2022: Als Susan Sontag im Publikum saß von RP Kahl
- 2023: Einzeltäter Teil 3 – Hanau von Julian Vogel und Fitness California – Wie man die Extra Meile geht von Nadine Zacharias
- 2024: Ellbogen von Aslı Özarslan

### Regionaler Kurzfilmpreis
- 2008: Der Jäger und der Bär von Joachim Brandenberg
- 2009: Adamsapfel von Johannes Baptista Ludwig und Sascha Geerdts
- 2010: T.R.A. von Eva Becker
- 2011: N Gschichtn von Eva Becker
- 2012: Die alte Frau von Ariane Mayer
- 2013: Misguided von Lukas Rinker
- 2014: Bahar im Wunderland von Behrooz Karamizade und RE50 Richtung Wächtersbach von Leslie Bauer
- 2015: Ein bisschen Normalität von Michael Schaff und Thomas Toth
- 2016: In the Distance von Florian Grolig
- 2017: Über Druck von Sebastian Binder und Fred Schirmer
- 2018: Horizont von Peter Meister
- 2019: We will survive von Nele Dehnenkamp
- 2020: Nachtschicht von David Dybeck
- 2021: Milk von Jennifer Kolbe
- 2022: 21:71 Uhr von Joey Arand
- 2023: Поки тут тихо. (It is quiet here.) von Olena Podolianko und Novruz Hikmet
- 2024: Gaze in battle von Ayla Pierrot Arendt

### Lichter Art Award
- 2011: Caja Tarro Silla Marco von Luciana Lamothe
- 2012: Dear What’s Your Face von Oliver Husain
- 2013: Sent på Jorden von John Skoog
- 2014: Unmanned Distances von Bertrand Flanet
- 2015: The Second of August von Jonathan Van Essche
- 2016: B-Roll with Andre von James N. Kienitz Wilkins
- 2017: Simba in New York von Tobi Sauer
- 2018: Waiting for Record von Jakob Engel
- 2019: Weight von Andrew de Freitas
- 2020: Lugar Fósil/Fossil Place von Florencia Levy
- 2021: Motor von der Frankfurter Hauptschule
- 2022: Soum von Alice Brygo
- 2023: Machines Don’t Die von Eunhee Lee
- 2024: Landen von Vanessa Nica Müller

### VR Storytelling Award
- 2017: Sergeant James von Alexandre Perez
- 2018: I, Philip von Pierre Zandrowicz
- 2019: The Real Thing von Benoit Felici
- 2020: Aripi von Dmitri Voloshin
- 2021: Replacements – Penggantian von Jonathan Hagard
- 2022: Lockdown Dreamscape VR von Nicolas Gebbe
- 2023: You Destroy. We create | The war on Ukraine’s culture von Felix Gaedtke & Gayatri Parameswaran (Publikumspreis)
- 2024: GANGA von Carol Liu (360 Storytelling Award) JFK Memento von Chloé Rochereuil (Interactive Storytelling Award)

### Publikumspreis
- 2013: Die Meta-Morphose. Leicht verstimmt ins Rampenlicht von Daniel Siebert
- 2014: The Scrapbox von Daniel Herzog (Regie) und Robin Wissel (gestalterische Leitung)
- 2015: Carlo, Keep Swingin’ von Elizabeth Ok
- 2016: Auf einer Skala von 1-10 von Katharina Uhland (Langfilm) In the Distance von Florian Grolig (Kurzfilm) und The Old Man and the Bird von Dennis Stein-Schomburg (Kurzfilm)
- 2017: Ghostland von Simon Stadler und Catenia Lermer
- 2018: Women of the Venezuelan Chaos von Margarita Cadenas
- 2019: The Watson’s Hotel von Peter Rippl, Ragunath Vasudevan und Nathaniel Knop
- 2020: Die Vergänglichkeit des Bernd Hasselhuhn von Max Rainer (Kurzfilm)
- 2022: On the Other Side (Del Otro Lado) von Iván Guarnizo
- 2023: Elaha von Milena Aboyan
- 2024: Frank Meyer von Leonhard Hofmann und Riccardo Dejan Jurković

### Lobende Juryerwähnung
- 2010: Marivanna von Olga Petrova und Riverrun & Touchdown von Gunter Deller
- 2011: Die Allerletzten von Otmar Hitzelberger
- 2013: Wildwechsel von Gunter Deller
- 2014: Meine Beschneidung von Arne Ahrens, Peter Rist – Idealist von Michael Schwarz und Qasbegi von Michel Klöfkorn
- 2015: Gezeitentümpel von Pablo Zinser, Warum ist der Tisch schräg!/Warum mag jeder Geld! von Stefan Vogt, Sorrow von Mikhail Svyatskiy, Limit: S.O.S. von Andrzej Klamt
- 2016: Der Langstreckenläufer von Zuniel Kim
- 2018: Pig von Mani Haghighi
- 2019: Barstow, California von Rainer Komers und Fest von Nikita Diakur
- 2020: Sinkende Schiffe von Andreas Kessler
- 2021: Trübe Wolken von Glenn Büsing und Christian Schäfer und Piknik von Silke Körber
- 2022: Gemeinsam nüchtern von Fabian Schmalenbach und Getrennte Gewalten von Joschua Keßler
- 2023: Pacific Club von Valentin Noujaïm
- 2024: Eines Vaters Liebe von Leon Noel Schardt

### Jurypreis der Evangelischen Filmarbeit
- 2023: 20.000 Species of Bees von Estibaliz Urresola Solaguren
- 2024: Filmstunde_23 von Edgar Reitz und Jörg Adolph

### Newcomer:innen-Preis des Filmhaus Frankfurt
- 2023: Zwischen uns beiden von Benjamin Kessler
- 2024: Die nackte Wahrheit von Lena Grobusch

### Ehemalige Preise
- 2015 Lichter Courage Preis: Gewobenes Papier von Michel Klöfkorn
- 2016 International Feature Award: Les Sauteurs von Abou Bakar Sidibé, Estephan Wagner und Moritz Siebert und Masaan von Neeraj Ghaywan
- 2017 International Feature Award: I am not Madame Bovary von Feng Xiaogang
- 2018 International Feature Award: Blue My Mind von Lisa Brühlmann

## Jury
- 2008:

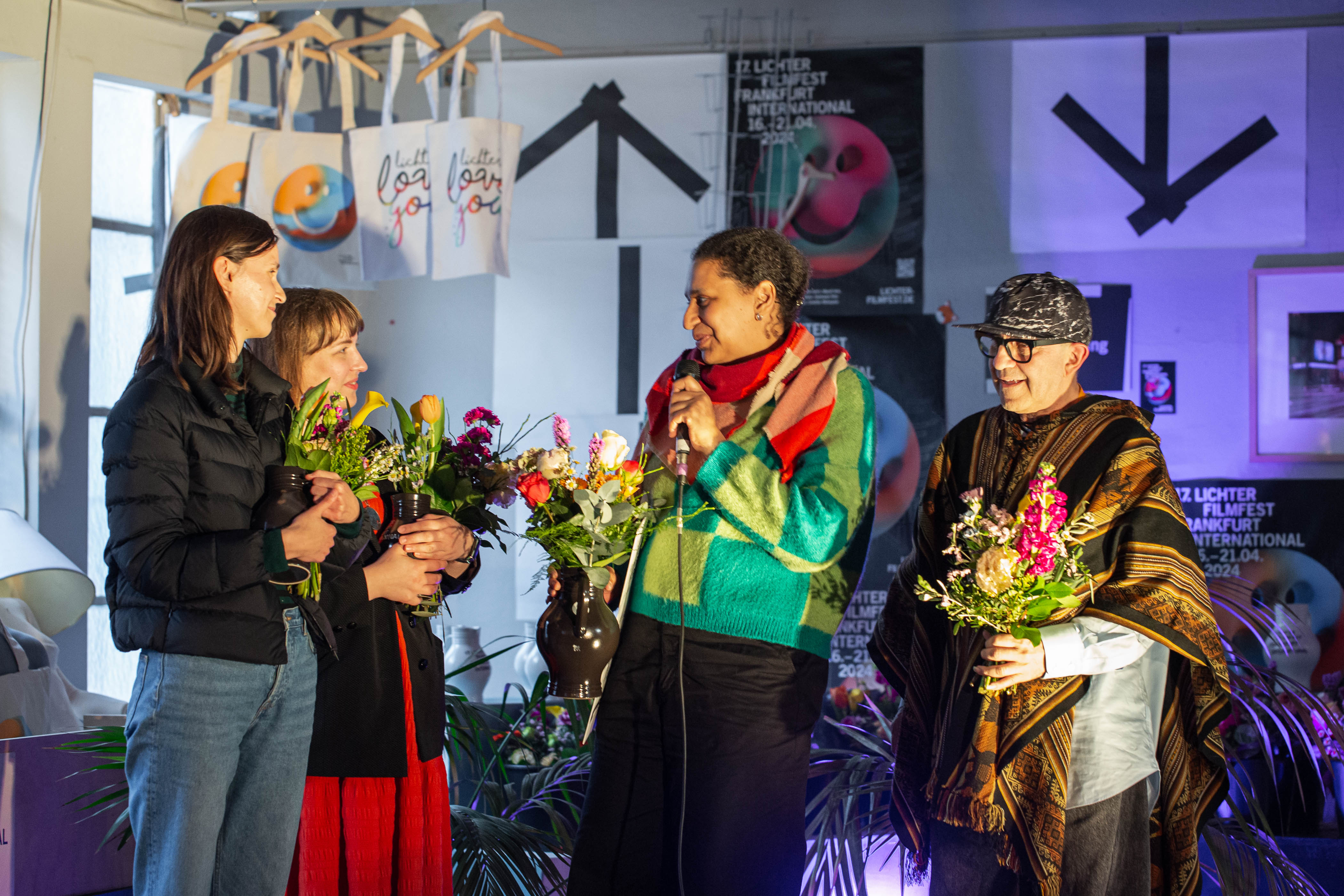
Lichter Art Award 2024 Jury und Gewinnerin Vanessa Nica Müller

  - Birgit Lehmann (Regisseurin), Bahman Kormi (Kameramann), Sebastian Popp (Filmproduzent)
- 2009:
  - Rudolf Worschech (Filmredakteur), Rembert Hüser (Filmwissenschaftler), Martina Elbert (Regisseurin)
- 2010:
  - Astrid Rieger (Regisseurin), Christiane von Wahlert (Leiterin Murnau Stiftung), Michael Wiedemann (Filmproduzent)
- 2011:
  - Maryam Zaree (Schauspielerin), Cyril Tuschi (Regisseur), Daniel Kothenschulte (Filmkritiker)
  - Art Award: Judith Hopf, Saul Judd, Matthias Ulrich
- 2012:
  - Regionaler Langfilm: Bettina Buchler (Direktorin Filmbewertungsstelle), Peter Dörfler (Regisseur), Anke Sevenich (Schauspielerin)
  - Art Award: Mike Bouchet, Saul Judd, Sophie von Olfers
- 2013:
  - Regionaler Langfilm: Pia Marais (Regisseurin), Florian Koerner von Gustorf (Filmproduzent), Matthias Luthardt (Regisseur)
  - Art Award: Saul Judd, Felix Ruhöfer, Simon Starling
- 2014:
  - Regionaler Langfilm: Hans Robert Eisenhauer (Filmproduzent), Jakob Preuss (Dokumentarfilmer), Gaby Babić (Direktorin goEast – Festival des mittel- und osteuropäischen Films)
  - Regionaler Kurzfilm: Toby Ashraf (Filmjournalist), Oona Lea von Maydell (Schauspielerin), Tidi von Tiedemann (Produzent)
  - Art Award: Peter Gorschlüter, Karola Gramann, Saul Judd
- 2015:
  - Regionaler Langfilm: Christoph Thoke (Filmproduzent), Tatjana Turanskyj (Filmregisseurin, Filmproduzentin, Drehbuchautorin und Schauspielerin), Anne Ratte-Polle (Schauspielerin)
  - Regionaler Kurzfilm: Martina Valentina Baumgartner (Filmproduzentin), Stefan Kriekhaus (Drehbuchautor), Achim Forst (Filmredakteur)
  - Art Award: Katharina Dohm, Saul Judd, Tasja Langenbach
- 2016:
  - Regionaler Langfilm: Stipe Erceg, Linda Söffker, Nico Sommer
  - Regionaler Kurzfilm: Isabel Berghout (Schauspielerin), Lili Kobbe, Hendrik Schmitt
  - International Feature Award: Max Linz (Regisseur), Barbara Schweizerhof, Hermann Vaske (Filmproduzent)
  - Art Award: Saul Judd, Fabian Schöneich, Vivian Trommer
- 2017:
  - Regionaler Langfilm: Numan Acar, Reza Brojerdi, Pepe Danquart, Mischka Popp
  - Regionaler Kurzfilm: Robert Hertel, Sylvie Hohlbaum, Christel Schmidt (Redakteurin)
  - International Feature Award: Niko Apel, Nicole Baum, Betty Berr und Rainer Wothe
  - Art Award: Saul Judd, Olaf Stüber, Mathilde Ter Heijne
  - VR Storytelling Award: Astrid Kahmke, Eckart Köberich, Kay Meseberg, Marco Heutink, Ralph Benz
- 2018:
  - Regionaler Langfilm: Uwe B. Carstensen, Carolin Weidner, Julia Zange
  - Regionaler Kurzfilm: Andreas Heidenreich, Lilo Mangelsdorff, Peter Rippl
  - International Feature Award: Giacomo Abbruzzese, Uri Aviv, Simon Stadler
  - Art Award: Stefanie Böttcher, Sergey Harutoonian, Saul Judd
  - VR Storytelling Award: Tomislav Bezmalinoviv, Vanessa Kincaid, Eckart Köberich
- 2019:
  - Regionaler Langfilm: Birgit Gamke, Jenny Schily, Susanne Heinrich
  - Regionaler Kurzfilm: Isabel Gathof, Jonatan Schwenk, Ralph Förg
  - Art Award: Tamara Grcic, Christina Lehnert, Saul Judd
  - VR Storytelling Award: Kai Beck, Ricarda Saleh, Philip Weiss
- 2020:
  - Regionaler Langfilm: Anatol Schuster, Margrit Schreiber-Brunner, Ernst Szebedits
  - Regionaler Kurzfilm: Rolf Silber, Catherine Colas, Daniel Popat
  - Art Award: Natasha A. Kelly, Gerhard Wissner Ventura, Saul Judd
  - VR Storytelling Award: Ioana Matei, Kirsty van der Plas, Susanne Ahmadseresht
- 2021:
  - Regionaler Langfilm: Anna Böger, Connie Walther, Sebastian Brose
  - Regionaler Kurzfilm: Simone Wagner, Dennis Mill, Hannes Kranich
  - Art Award: Jeremy Shaw, Carina Bukuts, Saul Judd
  - VR Storytelling Award: Jimmy Cheng, Rahel Demant, Georgy Molodtsov
- 2022:
  - Regionaler Langfilm: Antonia Kilian, Barbara Philipp, Jakob Zimmermann
  - Regionaler Kurzfilm: Alexandra Gramatke, Karl Eberhard Schäfer, Peter Meister
  - Art Award: Christin Müller, Gunter Deller, Saul Judd
  - VR Storytelling Award: Agata Di Tommaso, Michael Gödde, Mathias Fournier
- 2023:
  - Regionaler Langfilm: Nikias Chryssos, Laura J. Padgett, Thorsten Schaumann
  - Regionaler Kurzfilm: Lotte Schubert, Erin Högerle, Dennis Stein-Schomburg
  - Art Award: Liberty Adrien, Britta Färber, Saul Judd
- 2024:
  - Regionaler Langfilm: Nils Menrad, Bella Halben, Wolfgang Richter
  - Regionaler Kurzfilm: Luana Almeida Pees, Natascha Gikas, Nikita Diakur
  - Art Award: Iryna Yaniv, Marie Oucherif, Saul Judd
  - VR Storytelling Award: Sebastian Oschatz, Philip Hausmeier, Franziska Nori

## Festivalkinos und Spielorte

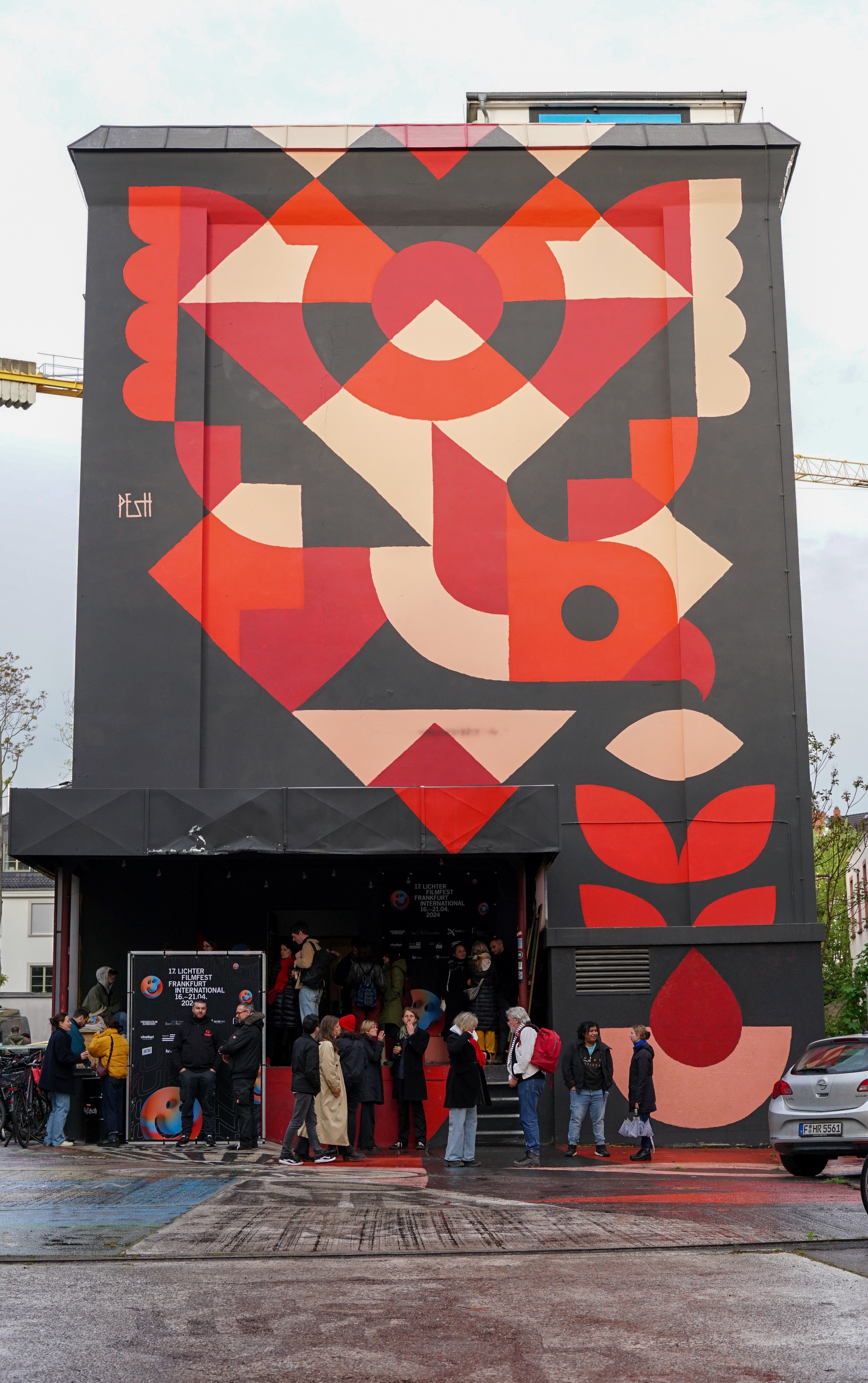
Festivalzentrum Massif Arts 2023 und 2024

Das Lichter Filmfest Frankfurt International bespielt unterschiedliche Kinos und Orte in Frankfurt und der Rhein-Main Region. Folgende Spielstätten gab es seit 2008.
- Atelierfrankfurt
- Basis e. V.
- Caligari Filmbühne
- Cantate-Saal / Volksbühne im Großen Hirschgraben
- Cinestar Metropolis
- Comoedienhaus Wilhelmsbad
- E-Kinos
- Eldorado Filmtheater
- Erster Stock
- filmklubb Offenbach
- Hafenkino Offenbach
- Harmonie Kinos
- Kino im Deutschen Filmmuseum
- Kino im Lederpalast
- Künstlerhaus Mousonturm
- Mal Seh’n Kino
- Massif Central / Massif Arts
- mmk Vortragssaal
- Murnau-Filmtheater Wiesbaden
- Naxoshalle
- Praunheimer Werkstätten
- Pupille – Kino in der Uni
- Rex-Programmkino
- TOR Art Space
- Turmpalast
- Zoo-Gesellschaftshaus

## Schirmherrschaft
- 2013: Volker Schlöndorff
- 2014: Leander Haußmann
- 2016: Edgar Reitz
- 2017: Doris Dörrie